# Wilmington Manor
Wilmington Manor é uma região censo-designada localizada no estado americano de Delaware, no Condado de New Castle. Possui pouco mais 8 mil habitantes, de acordo com o censo nacional de 2020.

## Geografia
De acordo com o Departamento do Censo dos Estados Unidos, a cidade tem uma área de 4,2 km², dos quais todos os 4,2 km² estão cobertos por terra.

### Localidades na vizinhança
O diagrama seguinte representa as localidades num raio de 16 km ao redor de Wilmington Manor.

## Demografia
Desde 1970, o crescimento populacional médio, a cada dez anos, é de -4,1%.

### Censo 2020
Segundo o censo nacional de 2020, a sua população é de 8 162 habitantes e sua densidade populacional de 1 928,4 hab/km². Seu crescimento populacional na última década foi de 3,5%, abaixo do crescimento estadual de 10,2%.
Possui 3 175 residências que resulta em uma densidade de 750,1 residências/km² e um aumento de 4,5% em relação ao censo anterior. Deste total, 3,9% das unidades habitacionais estão desocupadas. A média de ocupação é de 2,7 pessoas por residência.
A renda familiar média é de 57 153 dólares e a taxa de emprego é de 62,9%.